# 2016年虹桥机场跑道入侵事件
2016年虹桥机场跑道入侵事件（又称“10·11虹桥机场跑道入侵事件”）是指于2016年10月11日在中国上海市的虹桥机场发生的一宗客机侵入跑道的冲突事件，是塔台管制員遗忘飞机动态、违反工作标准造成的严重事故。

## 事件经过
2016年10月11日，中国东方航空飞行员准备驾驶A320飞机执行由上海虹桥国际机场至天津滨海国际机场的MU5643航班。
- 11点54分，飞机在晚点19分钟后，接到塔台指令滑出。
- 12点03分，塔台指挥飞机滑行至跑道36L，机组在起飞前的检查单检查通过后滑行进入跑道。
- 12点04分，36L塔台准予MU5643次航班起飞。然而在飞机滑跑速度达到110节（每小时200公里）左右时，机长突然发现有一架东方航空A330客机（中国东方航空MU5106航班）正准备横穿36L-18R跑道。在立即让“中间座”询问塔台时，机长观察并确认该A330飞机确实是在穿越跑道。虽然副驾驶曾轻点刹车，但此时飞机速度已达130节（每小时240公里），接近抬轮速度，机长最终决定以最大推力带杆起飞[2]。

东航MU5106航班载着266名旅客从北京飞抵上海，降落在跑道36R。落地后得到36L塔台空管指令穿越跑道36L（位于跑道36R西侧）前往航站楼停靠。就在穿越36L跑道过程中，MU5106航班机组发现有飞机正在滑跑起飞，立即加速滑行以尽快脱离跑道。最终，东航MU5643航班从东航MU5106航班上空飞越，两架航班上的413名旅客与26名机组成员成功脱险。MU5643次航班的后续飞行正常，MU5106次航班亦安全滑行至既定机位停靠。
A320飞机在36L跑道获准起飞，A330飞机获准横穿36L-18R跑道，都是由36L塔台的值班空管员通过同一无线电频率下达的指令。

## 事后调查
事发后，由中国民用航空局、民航华东地区管理局共同组成的调查组，分别对事发相关人员进行了调查问询，调取通话录音、雷达录像，并对两架涉事飞机的飞行数据记录器、驾驶舱语音记录器进行了译码。经调查组连夜调查，初步判断，该事件是一起因塔台管制员指挥失误造成跑道侵入的不安全事件。
10月14日下午，民航局召开紧急安全视频会，通报了“10·11”事故调查的初步结论，认为这是一起塔台管制员遗忘飞机动态、违反工作标准造成的人为原因严重事故征候。通报提到，A330机组存在观察不周，不按规定，关闭了应答机的问题。带飞左副驾驶不知道东航穿越跑道程序。没有交叉检查，没有互相证实。但是机组没有机械听从塔台原地等待命令，加速穿越，避免了两机相撞。同时，A320机组处理到位，反应果断。尽管过程中副驾驶操纵略有迟疑，点了一下刹车，但机长迅速接过操纵，以7.03度/秒的速率，带杆到机械止动位。据测算，两架飞机只差3秒就相撞。
民航局认为，“10·11”事件属于A类跑道侵入（间隔减小以至于双方必须采取极度措施，勉强避免碰撞发生的跑道侵入），性质极为严重；A320机组在本次事件中，“处理非常到位、正确，临危决断，立了大功。”
东方航空工作人员向媒体透露，东航目前暂无向塔台方追责的打算。对避免惨剧酿成的A320客机机长，东航拟进行物质奖励。11月3日，东方航空召开虹桥机场10.11事件何超机组表彰大会：机长何超被评为先进党员，并奖励人民币300万元；机组也获得表彰和人民币60万元奖励。

## 处理
2016年10月21日，中国民航局公布对本次事件的处理结果。民航局认定该事件是一起因塔台管制员遗忘动态、指挥失误而造成的人为原因严重事故征候，分别给予华东空管局、华东空管局管制中心、华东空管局安全管理部13名领导干部党内警告、严重警告和行政记过、撤职处分；吊销当班指挥席和监控席管制员执照，当班指挥席管制员终身不得从事管制指挥工作；对成功化解危机的东航A320客机当班机长何超记一等功并给予相应奖励。

## 后续
2021年，虹桥机场建成绕滑道（End Around Taxiway），位于两条跑道跑道端的南北，使得落地航空器不再需要穿越跑道而进入停机坪。